# Skycraper National Park
Skyscraper National Park è il terzo album in studio del cantautore canadese Hayden. È stato pubblicato con l'etichetta Hardwood Records in Canada, con Badman Recording Co. negli Stati Uniti, e con Loose Music nel Regno Unito. C'erano due stampe in edizione limitata di questo album. Il primo, composto da sole 100 copie, era principalmente per gli amici e la famiglia di Hayden. Il secondo, composto da 1.500 copie, è stato venduto durante il tour in Canada di Hayden.
Il titolo dell'album deriva dal romanzo Slapstick di Kurt Vonnegut.

## Tracce
1. Mingus (Hidden Pregap track on CD) – 3:39
2. Street Car – 4:35
3. Dynamite Walls – 6:44
4. Steps into Miles – 2:57
5. I Should Have Been Watching You – 1:42
6. Long Way Down – 4:11
7. Tea Pad – 1:57
8. All in One Move – 1:18
9. Bass Song – 4:28
10. Carried Away – 2:44
11. Looking for You in Me – 3:36
12. Lullaby – 5:41